# 颍州区
颍州区是中國安徽省阜阳市下辖的一个市辖区，于1996年成立。区人民政府驻颍南大道。区域总面积为622.89平方公里。

## 行政区划
颍州区下辖6个街道办事处、8个镇、1个乡：
鼓楼街道、文峰街道、清河街道、颍西街道、西湖景区街道、京九街道、王店镇、程集镇、三合镇、西湖镇、九龙镇、三十里铺镇、袁集镇、三塔集镇和马寨乡。

## 人口
根据颍州区第七次全国人口普查结果，现将2020年11月1日零时全区人口的基本情况公布如下：全区常住人口992347人，其中阜合园区40352人，阜阳经开区123468人，全区常住人口占全市常住人口比重为12.10%，与2010年颍州区第六次全国人口普查相比，常住人口增加300649人。

## 交通
- 商杭客运专线：阜阳西站